# San Bartolomé de Tormes
San Bartolomé de Tormes es un núcleo de población que forma parte del municipio de San Juan de Gredos de la provincia de Ávila en la Comunidad Autónoma de Castilla y León (España).

## Situación
Pertenece a la comarca de El Barco de Ávila - Piedrahíta y se encuentra en la vertiente norte de la sierra de Gredos con una altitud de 1517 m s. n. m., a 83 km de la capital de la provincia, Ávila.
Desde 1975 forma parte del Ayuntamiento de San Juan de Gredos, junto a las localidades de  La Herguijuela y Navacepeda de Tormes.

## Demografía
| Gráfica de evolución demográfica de San Bartolomé de Tormes entre 1857 y 1970 |
| |
| Población de derecho según los censos de población del INE. Población de hecho según los censos de población del INE.Entre el censo de 1857 y el anterior, aparece este municipio porque se segrega del municipio Navalperal de Tormes. Entre el censo de 1981 y el anterior, este municipio desaparece porque se agrupa en el municipio San Juan de Gredos. |

## Monumentos
- Iglesia de San Bartolomé Apóstol.
- Fuentes naturales en el barrio de Abajo, y el barrio de Arriba.
- Ermita de San Bartolomé, a la salida del pueblo, por el camino a La Herguijela.

Iglesia de San Bartolomé de Tormes
El templo parroquial de San Bartolomé de Tormes, bajo la advocación del santo de igual nombre, es obra del XVI, con las características: propias de las iglesias de la sierra. Así, luce fábrica de granito, destacando los sillares bien escuadrados de la torre y alguna parte del muro, en comparación con el resto de la obra de sillarejo y tapial. Podría pensarse en consecuencia en una obra anterior, de época tardogótica de la que sólo se conservaría la torre completa, sobre la que se edificaría -quizás con intención de reconstrucción- el templo actual. Es éste de estilo renacentista, como se deduce del estilo de la puerta de acceso y, esencialmente, de los arcos y pilares del interior, de traza sobria, sin la cínica decoración perlada del tardogótico abulense. El templo parroquial de San Bartolomé de Tormes, bajo la advocación del santo de igual nombre, es obra del XVI, con las características: propias de las iglesias de la sierra. Así, luce fábrica de granito, destacando los sillares bien escuadrados de la torre y alguna parte del muro, en comparación con el resto de la obra de sillarejo y tapial. Podría pensarse en consecuencia en una obra anterior, de época tardogótica de la que sólo se conservaría la torre completa, sobre la que se edificaría -quizás con intención de reconstrucción- el templo actual. Es éste de estilo renacentista, como se deduce del estilo de la puerta de acceso y, esencialmente, de los arcos y pilares del interior, de traza sobria, sin la cínica decoración perlada del tardogótico abulense. 
Con unas dimensiones que rondan los 23m. x l7m., se estructura al interior en una nave única dividida en dos tramos y coro a los pies. La cubierta es una sencilla armadura de madera a dos aguas, de la que sólo en algunas partes se ve la obra original, de estilo mudéjar, con decoración de saetino, agramilado y rudimentarios motivos pintados en los tirantes. 
En cambio, la armadura de la capilla mayor se conserva en mejores condiciones. De estructura ochavada, con limas (para adaptarse a la forma poligonal de la cabecera luce una decoración más elegante, con un contario dividiendo el arrocabe, santino y cruces, zarcillos renacentistas policromados en los cuadrales (tirantes de ángulos), además del típico gramilado de pares y limas, todo conforme a los tínos mudéjares renacentistas del siglo XVI. 
El templo no merece mayores consideraciones arquitectónicas y concluiremos apuntando la existencia de una pequeña sacristía, en el lado sur de la cabecera y de una habitación adosada -por fuera- al pórtico. Y por último, señalar que el templo está hoy enlucido en el interior y que presenta suelo de baldosas.

ESCULTURA
Comenzando por el retablo mayor, es éste dieciochesco, según el típico modelo churrigueresco tan común en nuestra provincia. Así, está profusamente decorado con diversos motivos (querubines, racimos, rocallas, estípites y hojarasca diversa) dorados que resaltan aún más sobre la cuestionable policromía del retablo (rojo y azul). 
Se estructura en dos cuerpos y tres calles. El superior adopta la forma -por otra parte típica en estos casos- de semicírculo o medio punto, y, mientras en las calles laterales aparece decoración vegetal dorada muy dieciochesca, en la central se encuentra una talla de San Miguel, como arcángel militar, en su papel de exterminador de demonios; es obra, como el retablo, dieciochesca y de reducidas dimensiones y da la impresión de haber sido repintada en algún momento. 
En el cuerpo inferior, las tres calles están separadas por columnas corintias con numerosos motivos decorativos en sus fustes, mientras que en los extremos aparecen sendos estípites. En la calle izquierda aparece, en hornacina, un santo hoy sin identificar por la falta de atributos; se trata de una talla del XVII y 100 cm de altura. En la calle de la derecha aparece una nueva talla de un santo igualmente falto de atributos, a excepción de su hábito franciscano, sobre el que destacan restos de dorado; corre por tradición en el pueblo que se trata de san Antonio. 
La calle central, por su parte, se subdivide en dos cuerpos, el inferior de los cuales lo ocupa un tabernáculo dieciochesco de madera dorada (si bien no se trata probablemente del original) y el superior tiene su hornacina -con fondo policromado- hoy vacía.
Exenta se conserva hoy una talla del natrón del pueblo y de la iglesia, San Bartolomé. Se trata de una obra -madera dorada y policromada- del siglo XVI con sus típicos atributos (es, nada y demonio encadenado a sus pies). La imagen hace gala de una excesiva nitidez, tanto en la postura del personaje como en sus vestidos y sus pliegues, lo que le da un aspecto general algo rudimentario. 
Ya en la nave, encontramos dos retablos. El primero de ellos, en el lado de la Epístola, es obra del XVII, de madera dorada. Se estructura en cuerpo único con tres calles, la central sobreelevada y luciendo todo el conjunto motivos clásicos, como la venera de las hornacinas, el entablamento (decorado con zarcillos clásicos) y el frontón curvo. Acoge hoy día, en las calles derecha e izquierda sendas tallas policromadas de San Juanito y el Niño Jesús, obras del XVII y 60 cm de altura. La calle central, sobreelevada, acoge en su hornacina venerada la imagen de madera dorada de la Virgen con el Niño. Se trata de un modelo que sigue ejemplos tardo medievales, con el Niño muy reducido y portando la bola simbólicamente, y ambos personajes bendiciendo y muy rígidos y frontales. Podemos hablar, Por consecuencia de una obra riel XVI pero retardataria. Hoy se han añadido a la imagen dos coronas me tálicas y un rosario. 
Para acabar con este retablo, mencionar la figura de Dios Padre, talla policromada, que aparece en el frontón curvo. 

En el Evangelio, por su parte, se encuentra un destartalado retablo que precisaría restauración urgente en todos sus componentes. Se trata en realidad de una serie de piezas colocadas con intención pero de procedencia diversa. Así, lo que serían los cuerpos laterales, lucen hoy sendas figuritas modernas de escayola (San Antonio y Niño Jesús) dentro de sus correspondientes encuadramientos de madera totalmente ocasionales, y sobre estos, dos pequeñas tablitas al óleo representando San Bartolomé -izquierda-y Santiago Matamoros -derecha- obras ambas del XVII y muy deterioradas. Preside, por así decirlo, un Crucificado ahí colocado para la ocasión, obra del siglo XVI (muy repintado) y de calidad, con una interesante expresión en el rostro y un "subligaculum" con gran nudo lateral. Detrás, un Calvario sobre tabla que consideraremos más adelante. 

El último de los retablos es obra muy inferior a las anteriores que data del XVII o principios del XVIII. Con un cuerpo único (Con estípites en los laterales) y, por encima, un ático con dos tablas y rematada por un motivo dorado muy barroco, su aspecto es en general muy bueno, bastante limpio, lo que hace que los dorados de los racimos resalten con más fuerza. No obstante, la imagen que originalmente presidiría, una Virgen de vestir (hoy destrozada y guardada en la sacristía) ha sido sustituida por una escayola moderna.
Completamos está relación de obras de escultura con un Cristo de madera policromada, obra del XVII y curiosamente adosado al mástil de una pieza procesional. Es obra de relativa calidad, destacando sobre todo la potencia de la anatomía, resaltada además por el giro de las piernas.

## Fiestas
El día 24 de agosto, es el día de San Bartolomé, y se celebran las fiestas populares en honor al patrón del pueblo.
La fiesta está organizada por una Comisión de Festejos, que va cambiando cada año, entre la gente que disfruta de las fiestas.
La Comisión se encarga de organizar juegos infantiles, concursos deportivos, campeonatos de cartas, y un tradicional aperitivo/comida popular en la plaza del pueblo, para todos los asistentes.
Los gastos de dicha fiesta son sufragados entre todos los asistentes, mediante aportaciones económicas voluntarias, y mediante la adquisición de rifas o productos promocionales.
Suelen durar 3 días y en los últimos años, las fechas se van moviendo en función del calendario para hacer que coincida algún día con el fin de semana anterior o posterior, de forma que no solo los locales y los que estén de vacaciones puedan disfrutar de la fiesta del pueblo.